# Het Leidse wonderbrood
Het Leidse wonderbrood is een Nederlands volksverhaal.

## Het verhaal
In Leiden woonden twee zusters. In het jaar 1315 had Willem de Goede grote zorgen over de hongersnood in Holland. De sterksten en rijksten zouden overleven en er komen ziekten in de steden als de mensen het gras tussen de straatstenen eten moeten. Machteld en Margriet wonen niet meer bij elkaar, Machteld heeft genoeg geld om te overleven. Ze deelt uit met gulle hand en geen hongerige verlaat haar deur zonder eten. Margriet komt ook om voedsel bedelen en vertelt alles aan de armen gegeven te hebben. Machteld laat Margriet dagelijks bij haar eten, maar op gegeven moment is alles op. Margriet maakt verwijten; als Machteld niet alles aan de armen gegeven had, zou de familie geen honger hoeven lijden. Margriet komt niet terug en Machteld verliest eerst haar man. Drie van de kinderen sterven ook en als het laatste jongetje ziek wordt gaat ze naar Margriet. 
Machteld vraagt haar zus om brood, maar Margriet geeft niks. Machteld gaat naar huis en bidt met het kind in haar armen tot God. Ze hoort een stem in haar oor die zegt opnieuw naar Margriet te gaan. Als ze weer bij haar zus komt, ruikt ze de geur van vers brood. Ze vraagt haar zus om voedsel voor haar kind, maar Margriet zegt niks te hebben. Al het brood mag in steen veranderen als ze liegt, Margriet sluit de deur voor haar zus. Machteld gaat naar huis en ziet tot haar grote verbazing een brood op tafel. Ze voert haar kind brokjes brood en vanaf die dag is er altijd vers brood bij haar in huis. Het jongetje wordt weer gezond en mensen verdringen zich voor haar deur. Machteld geeft weer gul en niemand gaat met lege handen naar huis. 
Margriet  is na het bezoek van haar zus naar de oven gelopen. Ze is boos omdat haar jongere zus met de knappe rijke man is getrouwd die zij had gewild. Machteld kreeg vier kinderen en gaf alles wat ze bezat weg, het is haar eigen schuld dat ze moet bedelen en ze krijgt haar verdiende straf. Margriet verkneukelt zich en opent de oven en trekt het eerste brood naar zich toe. Het brood is zwaar en hard en Margriet ziet stenen broden in de oven. Haar eigen eed is waargemaakt, een antwoord op haar leugen. Machteld wilde wel brood geven aan haar zus, maar als Margriet dit aanraakt verandert het in steen. Elk voedsel verandert in steen en Margriet sterft van de honger naast haar stenen brood. 
Het stenen brood is als waarschuwing bewaard op de zolder van de schuilkerk in Amsterdam, Onze Lieve Heer op zolder, maar het is onbekend of het er nog ligt.

## Achtergrond
- Er zijn in vele landen verhalen bekend over stenen broden, zie ook De stenen broden.